# Episema ruscinonensis
Episema ruscinonensis är en fjärilsart som beskrevs av Charles Oberthür. Episema ruscinonensis ingår i släktet Episema och familjen nattflyn. Inga underarter finns listade i Catalogue of Life.